# صدمة كهربائية

لوحة تنبيه بخطر صدمة كهربائية

الصَدْمَة الكَهْرَبَائِيّة تحدث الصدمة الكهربائية عند حدوث اتصال بين أي جزء من الجسم مع مصدر كهربي مما يسبب مرور تيار كهربي كافي من خلال الجلد، العضلات، أو الشعر (في الإنسان)، عادةً نستخدم تعبير «الصدمة الكهربية» لوصف التعرض للكهرباء. وتختلف درجة الإصابة نتيجة الصدمة الكهربية تبعًا لاختلاف قوة التيار الكهربائي والجهد، فالتيارات الصغيرة قد تكون غير محسوسة، بينما بعض التيارات تكون شديدة بحيث لا يستطيع الشخص الارتداد الذاتي (أي حدوث شلل في الجسم) مما يسبب نوع من الالتصاق بين الجسم المتعرض للصدمة ومصدر التيار، تلك الصدمات تكون خطيرة وقد تؤدي إلى الموت إذا لم تأتي مساعدة من أحد يقطع التيار عن المصاب. فبعضها يكون من القوة فيؤدي إلى عدم الانتظام في ضربات القلب وتهتك في الأربطة وتسمى الوفاة نتيجة التعرض للصدمة الكهربية الصعق بالكهرباء. الإصابات المتوسطة تكون في هيئة حروق.

## تأثير الإصابة بالكهرباء
تأثير الصدمات الكهربائية يعتمد على:

جهد بين الرجلين: هنا يتكون فرقا في الجهد على الأرض فيمر تيارا كهربائيا بين الرجلين. وكلما كان فرق الجهد كبيرا كلما كان التأثير أشد على الشخص. (في تلك الحالة يجب تصغير الخطوة جدا جدا عند الابتعاد عن الكابل المقطوع حتى يكون فرق الجهد بين الرجلين صغيرا.

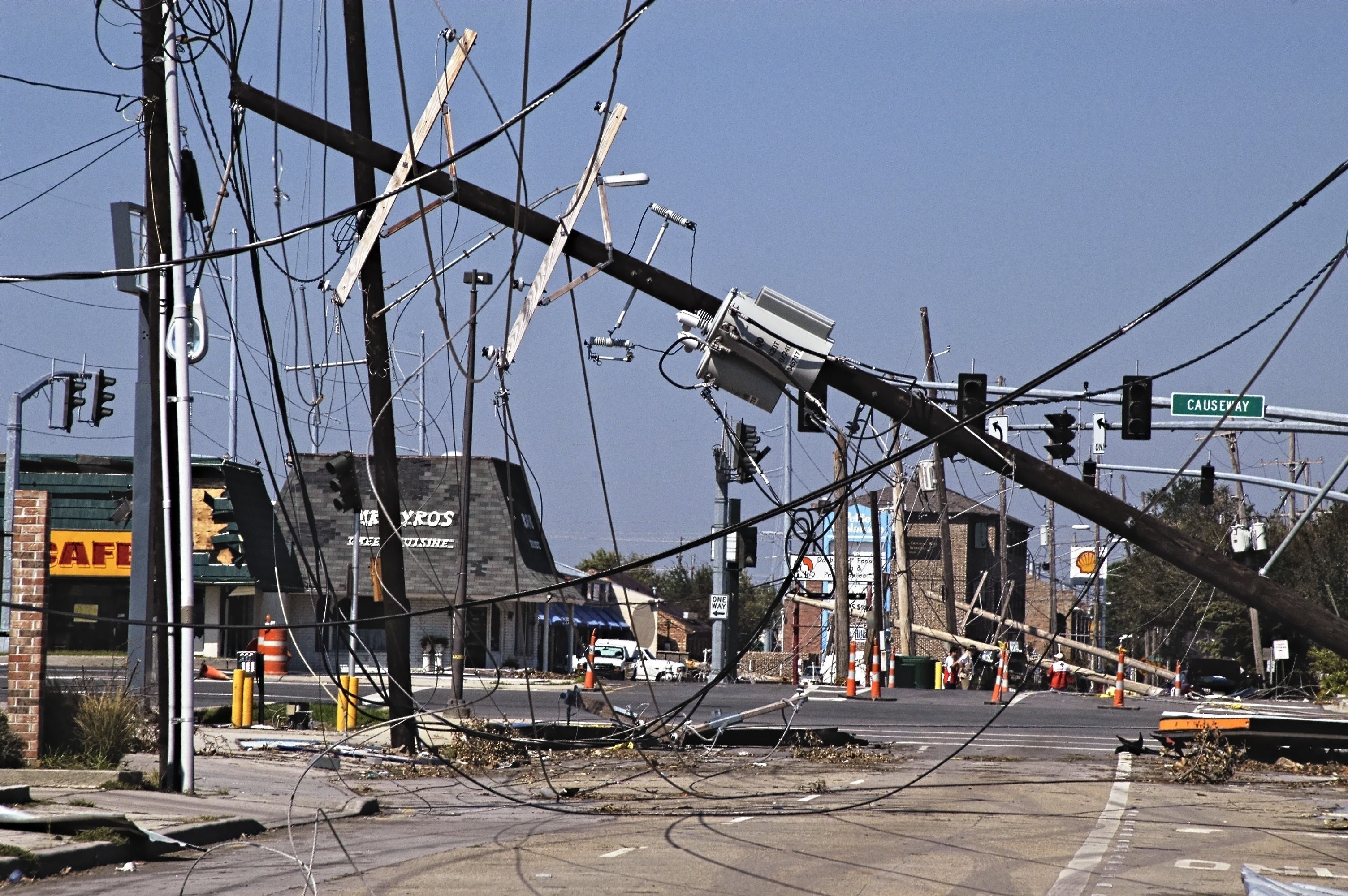
جهد بين الرجلين: سقوط كابلات كهربائية من جراء إعصار, الاقتراب من نقطة تلامس الكابل مع الأرض تشكل خطرا على المقترب منها بسبب تشكل فرقا في الجهد بين الرجلين.

- شدة التيار على المساحة (كثافة التيار) التي تنشأ بسبب الأحوال المنصوص عليها أسفله (مثل الجهد والمقاومة الكهربية)
- نوع التيار : تيار مستمر أم تيار متردد
- التردد في حالة التيار المتردد أو التيارات النابضة،
- حالة الشخص الصحية وعمره
- حال أن يكون الشخص يحمل أعضاءا صناعية أو أجهزة طبية، مثل منظم دقات القلب
- طريق التيار الكهربائي في الجسم (مثل من اليد إلى اليد؛ أو من اليد إلى القدم؛ اليمين ؛اليسار )
- مدة فاعلية التيار الكهربائي
- مساحة الجسم المعرضة للتيار الكهربائي (تلامس من دون انتقال للجهد)
- قدرة توصيل مكان التلامس (تلامس من دون انتقال للجهد)[4]
- جهد بين الرجلين (في حالة البرق أو الاقتراب من موصل تيار ملامس للأرض)

### أنواع التيارات الكهربائية وتأثيرها
بداية من 10 مللي أمبير من تيار متردد منخفض الجهد (الحد الأدنى الذي لا يُحدث فيه إمساك) ينتج عنه انقباضات في العضلات الهيكلية. وقد تؤدي تلك الإنقباضات إلى تمسك الشخص بمصدر التيار الكهربائى وبالتالي إطالة فترة التعرض له. وابتداءً من 30-50 مللي أمبير قد يحدث انقباض في عضلة الصدر والحجاب الحاجز وبالتالي توقف التنفس.
ويمكن أن يؤدي التيار المتردد البالغ 50 هرتز إلى الوفاة نتيجة سكتة قلبية، ويرجع ذلك إلى أن التردد البالغ 50 هرتز يعمل 100 مرة في الثانية على عضلة القلب. ويُلاحظ أنه في حالة تعرض الشخص لتيار متردد 10 مللي أمبير لمدة أكثر من ثانيتان متصلتان يمكن أن ينتهي به الحال أيضًا بسكتة قلبية. وعلى العكس من ذلك، يُمكن تسجيل حالات نجاة في حوادث ذات تيار مباشر حتى 300 مللي أمبير.
والحجم الفعلي للتدفق الكهربائي يعتمد على المقاومة الكهربائية التي يقدمها جسم الإنسان أو الحيوان عند عبوره بواسطة التيار. وهذه المقاومة ليست ثابتة وتعتمد بدورها على عدة معايير. فالتيار الكهربائي هو نتيجة لكل من قيمة الجهد ومقاومة الجسم. ومع ذلك، يتم استخدام الجهد الكهربائي دائمًا كمعيار لتصنيف المخاطر.
وهناك استثناءات ملحوظة: فإن مزيل الرجفان (جهاز الصدمات الكهربائية) يُستخدم لإنقاذ الحياة، ولكن يصل جهده الكهربائي إلى 750 فولت في وقت يتراوح بين 1 و20 مللي ثانية. ويمكن أن تصل شدة التيار إلى ما يقرب من 15 أمبير، بافتراض أن متوسط مقاومة الجسم يبلغ 50 أوم. علمًا بأن التيار المباشر يُنتج تغيرات كيميائية في الجسم بسبب التحليل الكهربائي.

### الجهد الكهربائي
في حالة الجهد المنخفض، يُحدث التيار المتردد أضرارا  أكبر من التيار المباشر، بينما في حالة الجهد العالي يحدث العكس. وتم تعيين الحد بين قياسات الجهد العالي والمنخفض وهو 1000 فولت للتيار المتردد أو 1500 فولت للتيار المستمر. ويُلاحظ أن الحوادث الكهربائية في نطاق «المترو» تدخل ضمن حوادث الجهد العالي لأن عواقبها تختلف سريريًا عن الحوادث المنزلية التي يُسببها الإتصال بالتيار الكهربائي المنزلي.
ومن المفترض أن تأثير التيار يستمر لحوالي 100 مللي ثانية. لذا يُمكن مقاومة مستويات الجهد العالي التي تبلغ حتى 10000 فولت دون مشاكل، وذلك بشرط التعرض للتيار لمدة تقترب من 1مللي ثانية. ويظهر ذلك عند تركيب السياج الكهربائي أو ملفات الإشعال بالحث الكهرومغناطيسي. وعلى العكس من ذلك، ينتج عن التعرض لتيار ذا جهد عالي لمدة أطول، ضررًا حراريًا للأنسجة ويظهر ذلك في شكل حروق. فشدة التيار ينتج عنها أقواس كهربائية عالية الحرارة. فعلى سبيل المثال، عند الإقتراب أقل من 5 سنتيمترات من خط طاقة جهد عالي 30 كيلوفولت ينتج عن ذلك قوسًا كهربائيًا، وفي حالة افتراضية مقاومة الجسم 5 كيلو أوم، سيتدفق إلى الجسم تيار 6 أمبير في وقت قصير مُنتجًا طاقة حرارية تبلغ حوالي 180 كيلو وات، وينتج عن هذه الطاقة الحرارية العالية تبخر فوري للأنسجة المائية التي تعرضت لدخول وخروج التيار مما يؤدي إلى حروق هائلة.

### مدة التعرض للتيار
ترجع أضرار حوادث الكهرباء إلى مدة تعرض الشخص للتيار. فبشكل عام، كلما ازدادت مدة تعرض الشخص للتيار الكهربائي، كلما ازدادت شدة الإصابة. ومثال ذلك التفريغ الكهروستاتيكي (الذي يمكن أن يصل جهده إلى 15 كيلو فولت) فعلى الرغم من شدته العالية إلا أنه لا يتسبب إلا في حوادث ثانوية وذلك يرجع إلى مدة التفريغ التي لا تكاد تصل إلى جزء من الميكروثانية. ونُلاحظ استخدام السياج الكهربائي لإبعاد الحيوانات عن السياج، ولكن دون إلحاق الأذى بهم. وفي كلتا الحالتين (التفريغ الكهروستاتيكي والسياج) لا يتجاوز الأمر حدوث تشنجات للعضلات.

### مصادر وعوامل الخطر

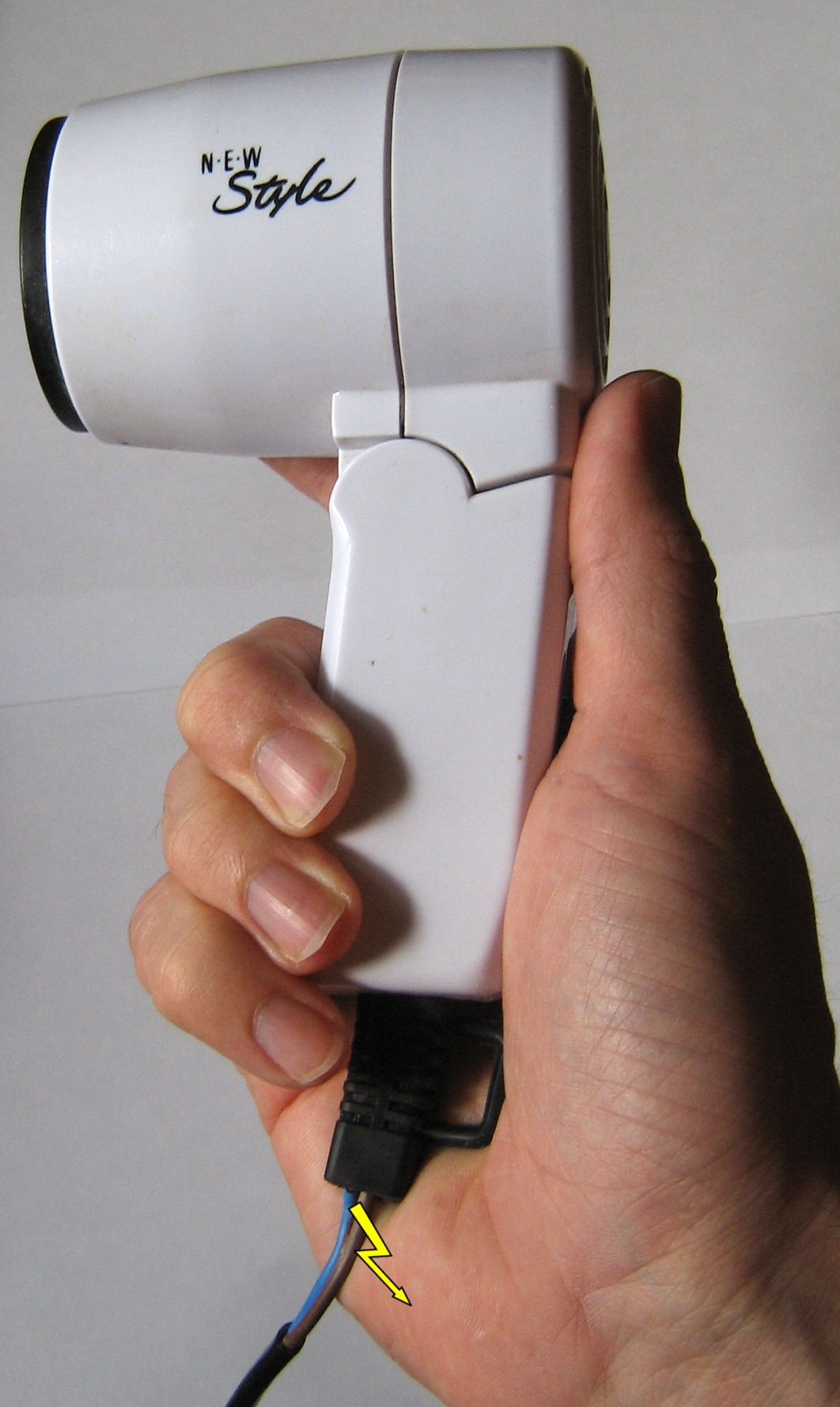
كابل معيب.

### الأضرار العضوية

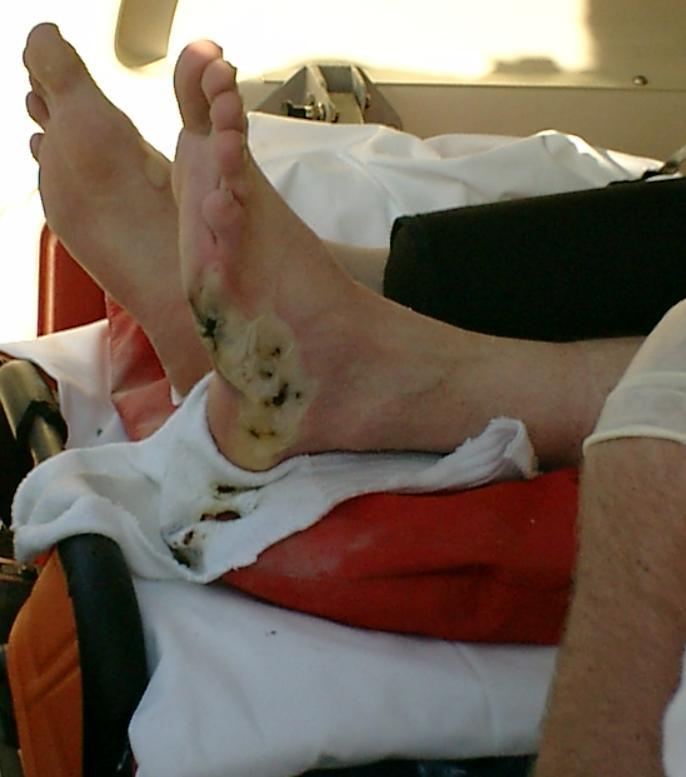
اثار حرق ناجمة عن صعق كهربائي.